# Pajęczy Potok
Pajęczy Potok (słow. Pavúčí potok, węg. Pavucija-patak) – niewielki potok płynący Doliną Pajęczą, mający swoje źródła nieopodal Pawłowej Polany pod Krywaniem w słowackiej części Tatr Wysokich. Pajęczy Potok wypływa na wysokości ok. 1300 m n.p.m. i kieruje się na południe (poza Tatry). Nieco na północ od Drogi Młodości zielono znakowany Niżni Podkrywański Chodnik przecina tenże potok.
Często zdarza się, że Pajęczy Potok wysycha. 

## Szlaki turystyczne
– zielony, tzw. Niżni Podkrywański Chodnik (bardzo rzadko uczęszczany przez turystów) od Szczyrbskiego Jeziora przez Rozdroże Jambrichowo do Trzech Źródeł
- Czas przejścia od Rozdroża Jambrichowo do Szczyrbskiego Jeziora: 1:30 h, ↓ 1:15 h
- Czas przejścia od Rozdroża Jambrichowo do Trzech Źródeł: 1:30 h, ↓ 1:30 h.